# Eleccions presidencials de Gàmbia de 2021
El 4 de desembre de 2021 es van celebrar eleccions presidencials a Gàmbia. El resultat va ser la victòria del president en funcions Adama Barrow, del Partit Nacional Popular, que va obtenir el 53% dels vots, derrotant a altres cinc candidats.